# Australaves
Australaves é um clado de aves recém proposto, constituído pelos Eufalconimorphae (pássaros, papagaios e falcões), bem como os Cariamiformes. Eles parecem ser o clado irmão das Afroaves. Como no caso das Afroaves, os clados mais basais são predadores, sugerindo que este era o estilo de vida ancestral.